# Glosar
Glosar (lat. glossarium, grč. γλωσσάριο, od γλῶσσα, glosa – jezik, nepoznata riječ) je mali rječnik, popis pojmova iz određenih područja s objašnjenjima. Načelno se nalazi na kraju knjige ili članka i sadržava nove pojmove, ili malo poznate, teške ili zastarjele riječi.
Dvojezični glosar je popis pojmova jednog jezika objašnjenih pojmovima ili sinonimima drugog jezika.
Običan glosar sadržava mali radni rječnik i definicije za pojmove koji se često spominju, obično s idiomima i metaforama vezanim za kulturu.

## Pretraga glosara na Webu
Internetski pretraživač Google omogućuje pretraživanje samo web stranica koje sadrže glosare i da se pristupi glosarima koji se nalaze na Webu.

## Glosari na Wikipediji
- Glosar kriptologije
- Mali rječnik za životinje
- Popis grčkih fraza
- Rječnik vojnih izraza NDH
- Wikipedija:Rječnik - pojmovi, skraćenice i žargon Wikipedije

## Vanjske poveznice
- The Glossarist - Velika lista glosara
- Glossarytool - Program za generiranje glosara